# 2007 par pays au Proche-Orient
Les évènements par pays de l'année 2007 au Proche-Orient et dans le monde arabe.
Chronologie par pays au Proche-Orient
- 2003
- 2004
- 2005
- 2006
- 2007
- 2008
- 2009
- 2010
- 2011

## Proche-Orient
- Samedi 13 janvier 2007 : La secrétaire d'État américain, Condoleezza Rice, effectue une tournée qui l'amène, en Israël, dans les territoires palestiniens, en Arabie saoudite et au Koweït. Elle indique n'avoir « aucun plan, aucune proposition » concernant le conflit israélo-palestinien. Son premier objectif est d'obtenir des soutiens contre l'Iran.
- Lundi 15 janvier 2007, Golfe Persique : Le nouveau secrétaire américain à la Défense, Robert Gates, annonce le déploiement d'un second groupe aéronaval et de missiles antimissiles Patriot, et déclare : « Nous voulons simplement faire comprendre que nous allons être présents dans le Golfe pour une longue période. »
- Dimanche 11 février 2007 : Début de la visite officielle, jusqu'au 13 février, du président russe Vladimir Poutine, en Arabie saoudite — à laquelle il propose une coopération dans le domaine nucléaire —, au Qatar et en Jordanie.
- Mardi 27 mars 2007, Golfe Persique : Des navires de Pasdarans iraniens (gardiens de la révolution) capturent 15 marins britanniques. Selon les Iraniens, les marins britanniques « sont illégalement entrés dans les eaux territoriales iraniennes » alors que selon les britanniques ils ont été capturés « patrouillant dans les eaux territoriales irakiennes ».
- Mercredi 28 mars 2007 : Sommet de la Ligue arabe à Riyad, jusqu'au 29 mars, en présence du Président de l'Autorité palestinienne, Mahmoud Abbas et du Premier ministre Ismaïl Haniyeh. Le projet de solution proposé par la Jordanie en 2002 est ressorti mais sans plus de résultat.

## Algérie
- Mercredi 11 avril 2007, attentats d'Alger du 11 avril 2007 : Deux attentats-suicides simultanés à la voiture piégée, l'un contre le Palais du gouvernement au centre d'Alger et l'autre contre le commissariat de la route de l'aéroport, causent la mort de 24 personnes et font 222 blessés, selon les chiffres de la police, alors que le groupe terroriste Al-Qaïda pour le Maghreb islamique revendique au moins 53 morts.
- Jeudi 17 mai 2007 : Lors des élections législatives, le parti de l'Alliance présidentielle obtient la majorité absolue avec cependant une baisse du FLN qui perd 63 sièges et au taux d'abstention record depuis l'indépendance de 64,5 %.

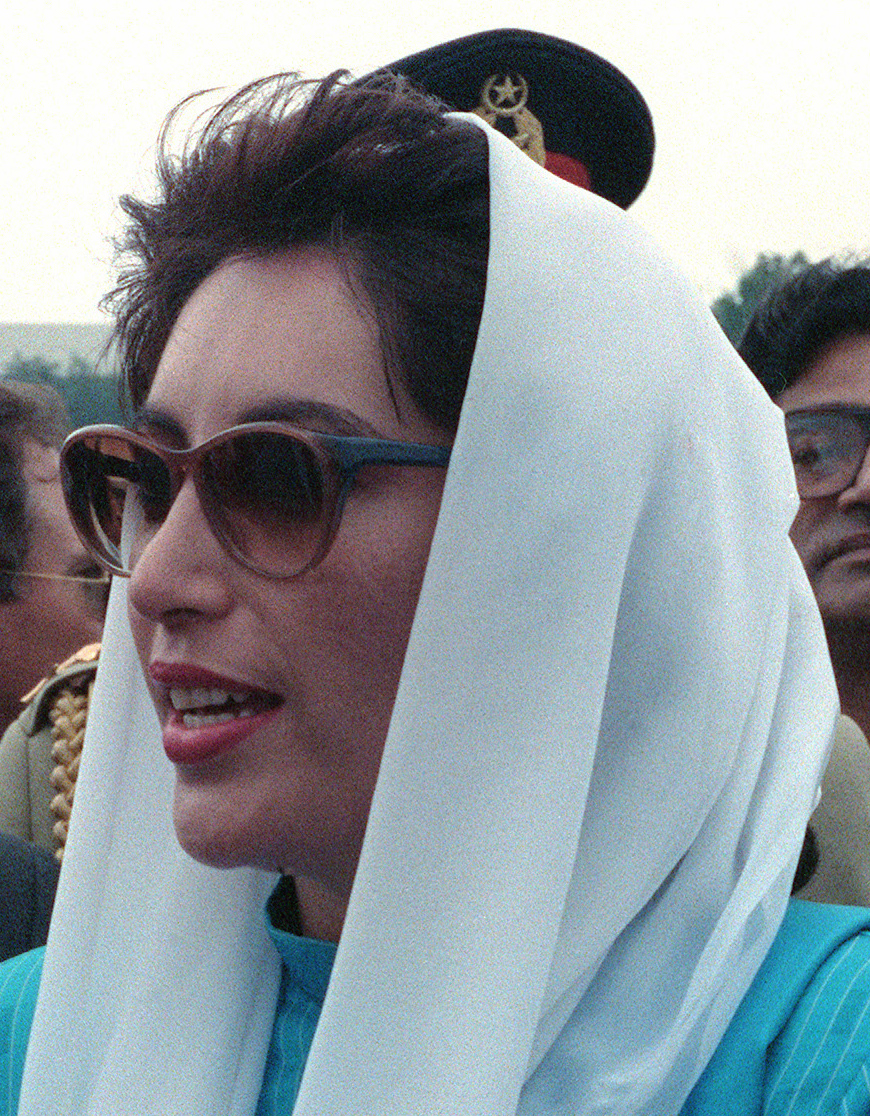
Benazir Bhutto, ancienne première ministre du Pakistan.

- Mardi 11 décembre 2007 : Un attentat-suicide contre les sièges de l'OTAN et du Conseil constitutionnel à Alger cause la mort de 41 personnes.

## Arabie saoudite
../..

## Égypte
../..

## Émirats arabes unis
- 25 avril : Le gratte-ciel Burj Dubaï, dans l'émirat de Dubaï, atteint la taille du Sears Tower de Chicago pour devenir le plus haut bâtiment du monde.

## Iran
- Mars : Le magazine féminin Zanan qui existait depuis 1991, a été fermé par le pouvoir des mollahs après avoir été accusé de « compromettre la santé mentale des lectrices ».
- Mercredi 28 mars : à la suite de l'affaire des marins capturés, le gouvernement britannique gèle ses relations avec l'Iran.
- Mercredi 4 avril : Les 15 marins britanniques capturés, le 23 mars dans le golfe Persique par les Pasdarans, sont libérés et rapatriés le 5 avril.
- Samedi 21 avril : Le porte-parole des étudiants de l'université Amir-Kabir de Téhéran, Babak Zamanian, est arrêté « pour avoir porté atteinte à la sécurité de l'État ». Il sera libéré après 40 jours de la prison d'Evin où il a été torturé.
- Mercredi 23 mai : à la suite de la proposition du directeur de l'AIEA, l'Égyptien Mohamed El Baradei d'autoriser l'Iran à conserver certaines activités d'enrichissement de l'uranium, les États-Unis et la France expriment leur désaccord.
- En 2007, plus d'un million de voitures ont été vendues dans le pays, soit une augmentation de 5 % par rapport à l'année précédente.

## Kazakhstan
- En 2007, la production céréalière de l'ex-grenier à blé de l'Union soviétique a dépassé les 20 millions de tonnes en hausse de 20 % par rapport en 2006, dont la moitié est exportée. Le pays se place désormais au sixième rang des producteurs de céréales. Le président Noursoultan Nazarbaïev a donné à son pays l'objectif de produire 26 millions de tonnes par an. À l'époque soviétique, quarante millions d'hectares de steppes parcourus par les nomades avaient été transformés en terres arables.

## Maroc
- 12 mars : Attentat-suicide dans un cybercafé de Casablanca.
- 10 avril : À Casablanca, trois terroristes, déjà traqués par la police pour leurs participations présumées aux attentats de 2003 et avec celui du 12 mars dernier dans un cybercafé, se font exploser en tuant un policier et en blessant cinq autres personnes, dont deux policiers. Un quatrième terroriste est abattu par la police.
- 14 avril : À Casablanca, deux attentats-suicides; un près du consulat des États-Unis et l'autre près de l'école américaine.
- 17 mai : Colloque sur l'esclavagisme musulman à Marrakech sous l'égide de l'UNESCO [1], jusqu'au 19 mai.

## Pakistan
- 28 avril 2007 : Un attentat-suicide contre le ministre de l'Intérieur, Aftab Ahmad Khan Sherpao cause la mort de 32 personnes.
- 3 novembre 2007 :  Le président Pervez Musharraf impose l'état d'urgence, puis limoge et ordonne l'assignation à résidence de soixante juges qui s'opposent à lui et dont il craint qu'ils ne le déclarent inéligible au scrutin présidentiel en raison de sa condition d'officier.
- 27 décembre 2007 : assassinat de l'ancienne premier ministre pakistanaise Benazir Bhutto.

## Tchétchénie
- Vendredi 2 mars : Le Parlement élit Ramzan Kadyrov comme nouveau Président de la République. Il est le fils de l'ancien Président pro-russe Akhmad Kadyrov, tué dans une attentat en mai 2004.

## Tunisie
- Vendredi 20 avril : Mort de Mokhtar Latiri (81 ans), ancien ingénieur et haut fonctionnaire.

## Turkménistan
- Dimanche 11 février : Élection présidentielle en vue de remplacer le président décédé Saparmyrat Nyýazow. Le président par intérim Gurbanguly Berdimuhamedow remporte le scrutin avec 89,23 % des voix. Il est investi dans sa fonction le 14 février.